# Antheraea korintjiana
Antheraea korintjiana är en fjärilsart som beskrevs av Eugène Louis Bouvier 1928. Antheraea korintjiana ingår i släktet Antheraea och familjen påfågelsspinnare. Inga underarter finns listade i Catalogue of Life.